# The Marble Index
The Marble Index è il secondo album da solista di Nico, che diventa il terzo considerando anche il primo dei The Velvet Underground (The Velvet Underground & Nico), al quale comunque ha partecipato con una certa marginalità nella fase di composizione. Fu pubblicato il 19 settembre 1968 dall'etichetta Elektra Records.
Nico è l'autrice unica di tutte le canzoni sull'album e suona l'harmonium. Le spettrali atmosfere del disco hanno influenzato svariati artisti, tra i tanti: Coil, Steve Severin dei Siouxsie and the Banshees, Jocelyn Pook, Jackson Browne, Elliott Smith, e i Dead Can Dance.
Trouser Press descrisse l'album come: "poesia disturbata di Nico accompagnata da musica persino più disturbata; risultante in uno dei dischi più terrorizzanti mai registrati".
Il giorno della pubblicazione del disco, Andy Warhol organizzò nella sua Factory una festa, a cui presero parte circa 200 persone, per festeggiare l'uscita del nuovo album di Nico.

## Il disco
Può essere considerato il vero esordio di Nico come solista. Il precedente album (Chelsea Girl) è, infatti, più propriamente un disco di prova, secondo molti troppo "costruito" e "spinto" da Andy Warhol e, in alcune parti decisamente musica pop, sicuramente "acerbo".
In The Marble Index, invece, vengono fuori per la prima volta quegli aspetti della musica di Nico che la rendono sacerdotessa delle tenebre e una delle anticipatrici della corrente dark di fine anni settanta. Per la prima volta, infatti, compone utilizzando l'harmonium che le aveva regalato John Cale, che è coautore di molte tracce e partecipa alle registrazioni suonando viola elettrica, piano, basso, chitarra elettrica e vari altri strumenti.
La musica e i testi sono caratterizzati da atmosfere oscure, inquietudine e senso d'angoscia, elementi tipici del periodo della sua maturità. Gli accompagnamenti sono languidi e strascinati, quasi a comporre otto mini-suite riempite solo delle poderose arcate di Cale (da cui proviene l'unica base propriamente ritmica dell'album, a parte in Evening of Light in cui si sentono in lontananza velvetiane percussioni), dei tappeti delle tastiere dall'harmonium e della voce melodiosa e limpida (ma all'occorrenza anche cupamente bassa e smorzata) di Nico.
Sicuramente uno degli album (insieme a Desertshore) più originali e di maggiore potenza evocativa di tutta la produzione successiva dell'artista, forse di tutta la musica decadente e oscura della seconda metà del Novecento.

## Tracce
- Tutti i brani sono opera di Christa Päffgen (Nico).

Lato A
1. Prelude - 0:50
2. Lawns of Dawns - 3:12
3. No One Is There - 3:36
4. Ari's Song - 3:20
5. Facing the Wind - 4:52

Lato B
1. Julius Caesar (Memento Hodié) - 4:57
2. Frozen Warnings - 4:00
3. Evening of Light - 5:33

### Bonus tracks CD 1990
L'album è stato rimasterizzato e ripubblicato su CD nel 1990, in questa seconda versione sono state aggiunte due nuove tracce da John Cale agli Skyline Studios. Le due tracce sono:
1. Roses in the Snow - 4:06
2. Nibelungen - 2:44

## Musicisti
Artista
- Nico - voce, harmonium

Altri musicisti
- John Cale - viola elettrica, pianoforte, basso, chitarra elettrica, glockenspiel, campane, armonica e altri fiati.